# Deposición mediante arco catódico
La depósito mediante arco catódico o Arc-PVD es una técnica de deposición física de vapor en la cual se utiliza un arco eléctrico para vaporizar material de un cátodo. El material vaporizado luego se condensa en un sustrato, formando una película delgada. La técnica se puede utilizar para depositar films metálicos, cerámicos, y compuestos.

## Historia
El uso moderno de la tecnología de deposición mediante arco catódico comenzó en la Unión Soviética hacia 1960–1970.
Para finales de la década de 1970 el gobierno soviético liberó el uso de esta tecnología a países del bloque occidental. 
De entre los numerosos diseños que existían en la Unión Soviética por aquella época se autorizó a que el diseño de L. P. Sablev, y sus colaboradores fuera utilizado en otros países.

## Proceso
El proceso de evaporación mediante arco comienza con la descarga de un arco de elevada corriente y bajo voltaje en la superficie de un cátodo (conocido como el blanco) que produce una pequeña zona emisora altamente energética (de unos pocos micrómetros de diámetro), que se denomina punto cátodo. La temperatura local en el punto cátodo es extremadamente elevada (unos 15000 °C), lo que produce un chorro de material vaporizado del cátodo de alta velocidad (10 km/s), que deja un cráter en la superficie del cátodo. El punto cátodo solo permanece activo durante un lapso de tiempo corto, luego se autoextingue y se re-inicia en una zona próxima al cráter anterior. Este comportamiento es el causante del movimiento aparente del arco. 
Dado que el arco es básicamente una corriente la misma puede ser influenciada si se aplica un campo electromagnético, lo que se utiliza en la práctica para desplazar rápidamente el arco por toda la superficie del blanco, de forma tal que toda la superficie sea erosionada.
El arco posee una densidad de potencia extremadamente elevada lo que produce un alto grado de ionización (30-100%), iones con múltiples cargas, partículas neutras, racimos y macro-partículas (gotas). Si se introduce un gas reactivo durante el proceso de evaporación, se puede producir disociación, ionización y excitación durante la interacción con el flujo de iones y se puede depositar un film compuesto. 
Un inconveniente del proceso de evaporación por arco es que si el punto de cátodo permanece en un punto de evaporación durante demasiado tiempo puede expulsar una gran cantidad de macropartículas o gotas. Estas gotas afectan negativamente la performance del recubrimiento ya que su adherencia es escasa y puede extenderse a través del recubrimiento. Peor aún, si el material del cátodo tiene un punto de fusión bajo, como el aluminio, el punto de cátodo puede evaporarse a través del cátodo, lo que puede provocar la evaporación del material de la placa de apoyo del cátodo o la entrada de agua de refrigeración en la cámara. Por lo tanto, los campos magnéticos mencionados anteriormente se utilizan para controlar el movimiento del arco. Si se utilizan cátodos cilíndricos, los cátodos también pueden girar durante la deposición. Si no se permite que el punto del cátodo permanezca demasiado tiempo en una misma posición, se pueden utilizar cátodos de aluminio y se reduce el número de gotas. Algunas empresas también utilizan arcos filtrados que emplean campos magnéticos para separar las gotitas del flujo de recubrimiento.

## Diseño del equipo

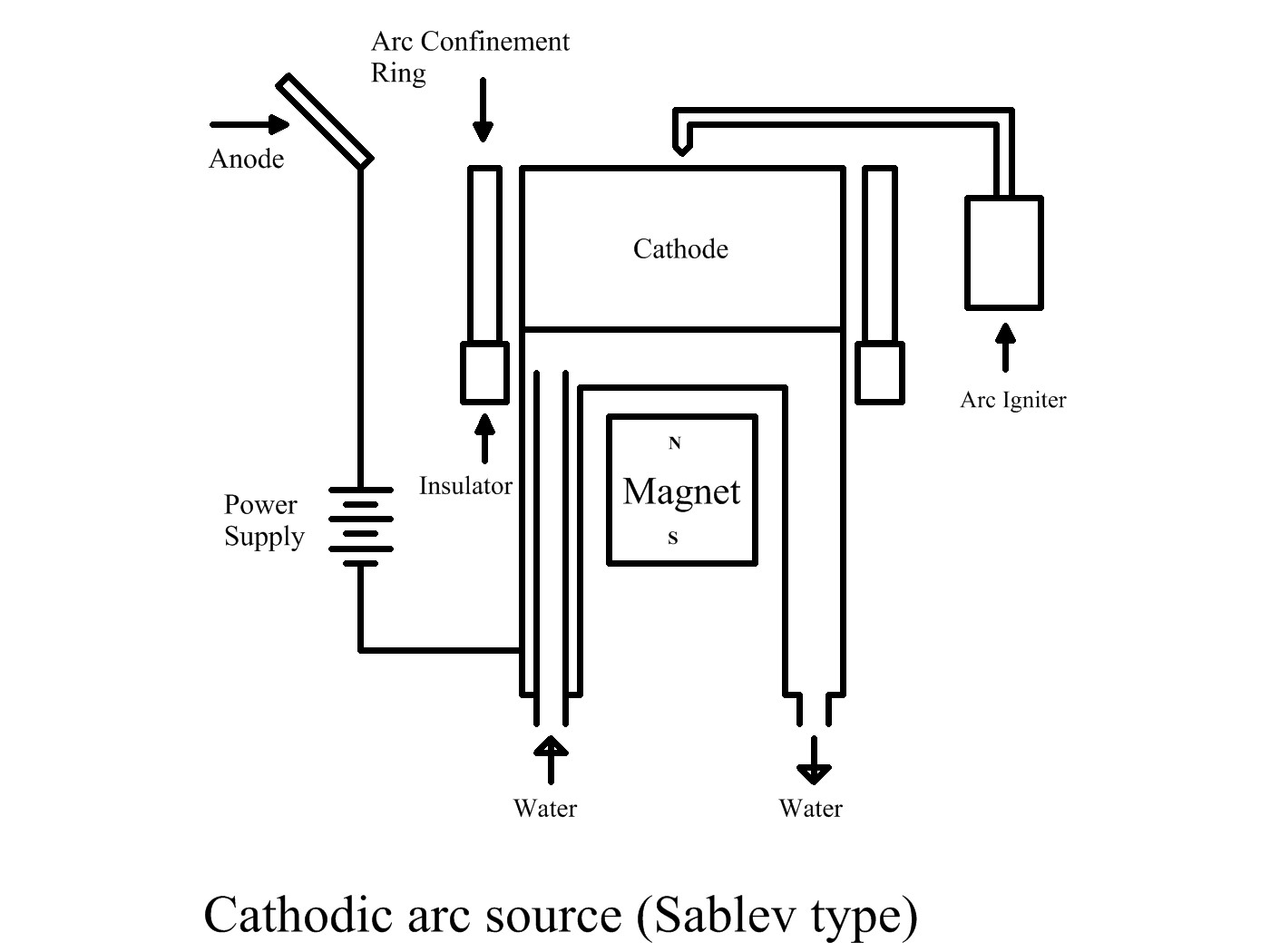
Fuente de arco catódico tipo Sablev con imán para dirigir el movimiento del punto de arco.

La fuente de arco catódico de tipo Sablev, que es la más utilizada en Occidente, consta de un blanco conductor eléctrico de forma cilíndrica corta en el cátodo con un extremo abierto. Este blanco tiene rodeado un anillo metálico eléctricamente flotante que funciona como anillo de confinamiento del arco. El ánodo del sistema puede ser la pared de la cámara de vacío o un ánodo discreto. Los puntos de arco se generan mediante un disparador mecánico (o encendedor) que golpea el extremo abierto del cátodo, provocando un cortocircuito temporal entre el cátodo y el ánodo. Una vez generados los puntos de arco, pueden ser dirigidos por un campo magnético o moverse aleatoriamente en ausencia de campo magnético. 

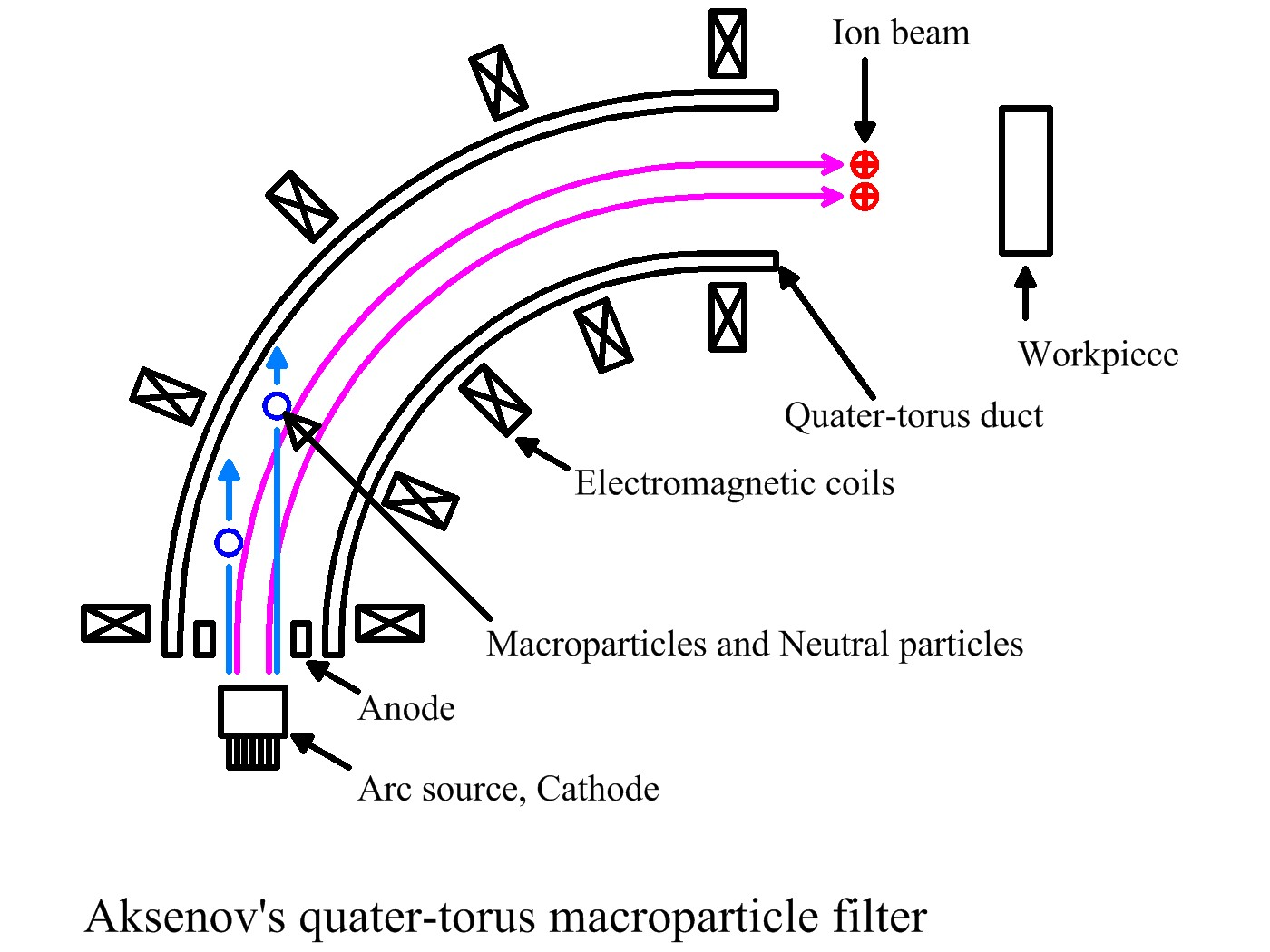
Filtro de macropartículas de conducto Aksenov Quater-torus que utiliza principios ópticos de plasma y que fue desarrollado por A. I. Morozov.

El haz de plasma procedente de una fuente de arco catódico contiene algunos cúmulos más grandes de átomos o moléculas (las llamadas macropartículas), que impiden que sea útil para algunas aplicaciones sin algún tipo de filtrado.
Existen muchos diseños de filtros de macropartículas y el diseño más estudiado se basa en el trabajo de I.I. Aksenov y colaboradores en la década de 1970. Consiste en un conducto de un cuarto de toro doblado a 90 grados de la fuente de arco y el plasma es guiado fuera del conducto por el principio de la óptica de plasma.
También hay otros diseños interesantes como un diseño que incorpora un filtro de conducto recto incorporado con cátodo en forma de cono truncado como fue reportado por D. A. Karpov en los 90's. Este diseño se hizo bastante popular entre los recubridores de película fina dura y los investigadores de Rusia y los países de la antigua URSS hasta ahora.
La fuente de arco catódico puede ser de forma tubular larga (arco extendido) o rectangular larga, pero ambos diseños son menos populares.